# Notoliparis
Notoliparis is een geslacht van straalvinnige vissen uit de familie van slakdolven (Liparidae).

## Soorten
- Notoliparis antonbruuni Stein, 2005
- Notoliparis kermadecensis (Nielsen, 1964)
- Notoliparis kurchatovi Andriashev, 1975
- Notoliparis macquariensis Andriashev, 1978